# Bugasong
Bugasong est une municipalité des Philippines située dans la province d'Antique, à l'ouest de l'île de Panay. Elle est limitée à l'ouest par la mer de Sulu, au sud par la municipalité de Patnongon, à l'est par celle de Valderrama, au nord-est par la province de Cápiz et au nord par la municipalité de Laua-an.

## Subdivisions
La municipalité de Bugasong compte 27 barangays (districts) :
- Anilawan
- Arangote
- Bagtason
- Camangahan
- Cubay North
- Cubay South
- Guija
- Igbalangao
- Igsoro
- Ilaures
- Jinalinan
- Lacayon
- Maray
- Paliwan
- Pangalcagan
- Centro Ilawod (Pob.)
- Centro Ilaya (Pob.)
- Centro Pojo (Pob.)
- Sabang East
- Sabang West
- Tagudtud North
- Tagudtud South
- Talisay
- Tica
- Tono-an
- Yapu
- Zaragoza